# 恆星雲
恆星雲是銀河系內無數微弱星光的恆星所形成的現象。這些恆星離地球很遠，即使用望遠鏡觀測也不能把它們之間分開，因此，星光混成一片，像雲霧一樣。它們不是真的星團，但是以觀測者的觀點寧可稱它們為星團。這些披著雲氣的恆星並不是真的聚集在一起，只是出現在視線相近的方向上。目前最亮的恆星雲在人馬座和盾牌座兩星座之內。